# 劉艾
刘艾（?—?），东汉末期政治人物、宗室。

## 生平
刘艾早年担任陕县县令。初平初年，为董卓长史。董卓迁都关中。董卓对长史刘艾说：“关东诸将多次战败，没有能为，只有孙坚有点小胆量，诸将军应该慎重。孙坚之前西征，他的计策与他人相同，无故跟随诸袁，终究是死路。”刘艾说：“孙坚用兵不如李傕、郭汜。孙坚之前与羌人在美阳作战，差点死了，没有能为！”兴平年间为侍中。
建安元年（196年），刘艾担任宗正。迁都许之后，汉献帝封彭城相刘艾为列侯。建安三年（198年）吕布领徐州后，罢了刘艾的官位，又另置彭城相。刘艾被逐后回朝任宗正。建安十九年（214年），为宗正。
建安二十一年（216年），使持节行御史大夫、宗正刘艾持节策封曹操为魏王。

## 著作
刘艾撰写汉灵献二帝纪（灵帝纪、献帝纪）三卷，收錄於《三國志注》。